# Bellowhead

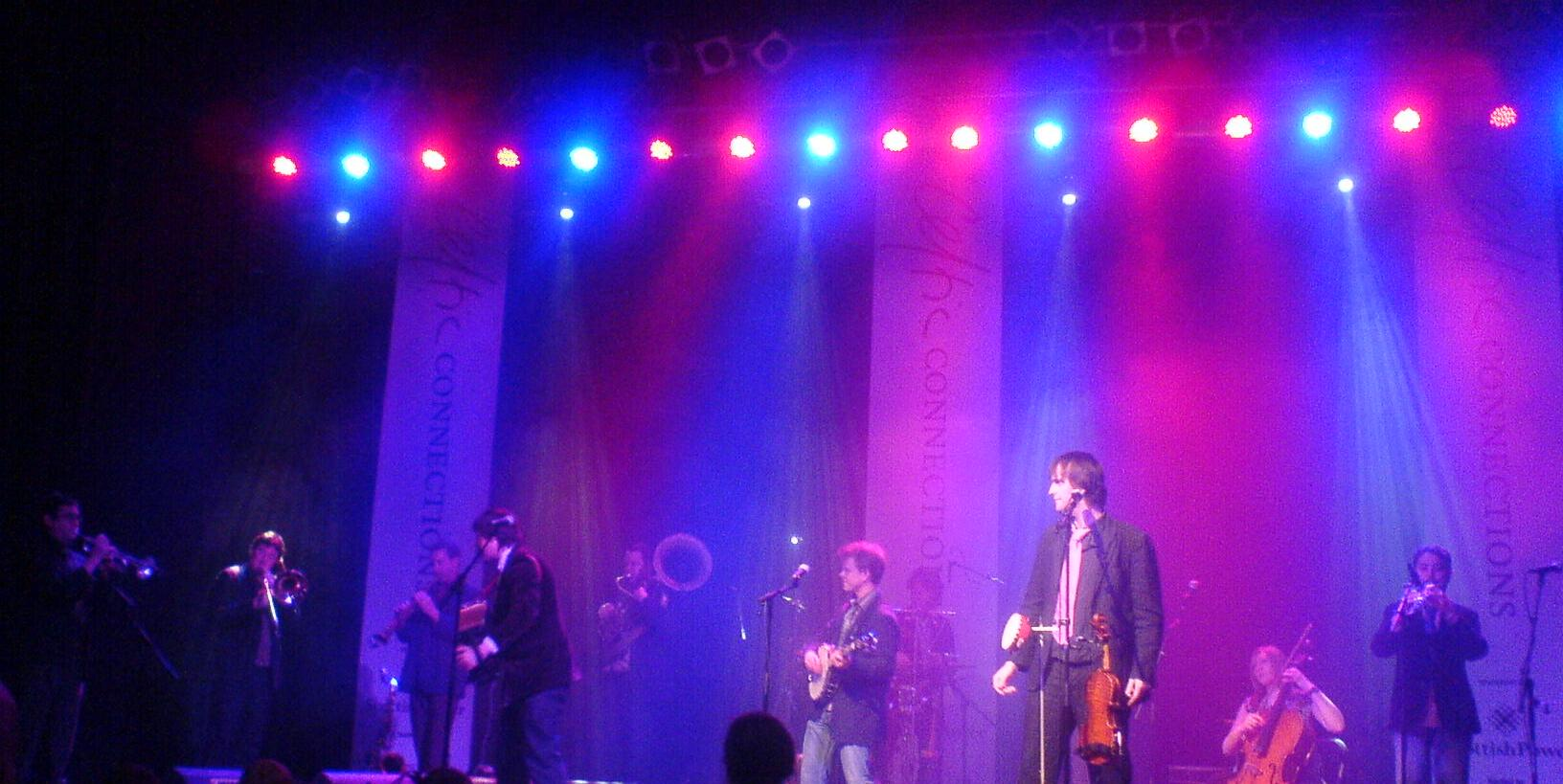
Bellowhead (2008)

Bellowhead war eine englische Folklore-Band, die von John Spiers und Jon Boden gegründet wurde. Die elfköpfige Band spielt traditionelle Tanzmelodien, Folklore-Lieder und Shanties mit Arrangements, die ihre Inspirationen aus einem breiten Feld musikalischer Stile und Einflüsse beziehen. Die Band hat Schlagzeuger und vier Blechbläser. Sie ist besonders berühmt für ihre energiegeladenen Liveauftritte. Bellowheads Musiker spielen mehr als zwanzig Instrumente, darunter sind sechs Sänger.

## Geschichte
Spiers und Boden kamen auf die Idee eine Band zu gründen, als sie auf einer Tour in einem Verkehrsstau festsaßen. Je länger sie im Stau standen, desto mehr Freunde wollten sie zur Teilnahme einladen, was schließlich in einer zehnköpfigen Anfangsband endete. Bevor sie die Zeit zum Einstudieren fanden, wurden sie zum ersten Oxford Folk Festival im April 2004 eingeladen und hatten sofortigen Erfolg mit ihrem ersten Auftritt.
Als Ergebnis kam eine eigene fünf-Spur EP heraus, klassifiziert als English World Music mit dem Titel E.P. Onymous, die eine sehr positive Kritik fand. Im folgenden Jahr, nach nur vier Probeaufführungen, gewann die Band den BBC Radio 2 Folk Awards for best Live Act 2005 für ihre Live-Vorführungen auf Festivals in Britannien, das Cambridge Festival und Womad Reading mit eingeschlossen. Im Jahre 2006 trat Gideon Juckes der Band bei und spielte hauptsächlich die Tuba. Sie gaben ihr erstes Gesamtalbum, genannt Burlesque, heraus, welches Inhalte aus den Napoleonic Wars, dem American Minstrel Movement und Shanties aus Brasilien darstellte. Sie traten auch in der BBC Musiksendung Later with Jools Holland auf zusammen mit Red Hot Chili Peppers, Keane und Thom Yorke, wobei sie Anerkennung fanden von Anthony Kiedis, dem Frontmann der Hot Chili Peppers. Im Jahr 2007 gewannen sie Best Group und Best Live Act in den 2007 Folk Awards, und im Jahr darauf noch einmal Best Live Act.
Gegen Ende 2007 wurden sie Artists in Residence am Southbank Centre, in dem sie ihren Einführungsauftritt im Christmas Revels Event hatten. Das war das erste von vielen Ereignissen, incl. einer nautisch orientierten New Year's Eve Party, um den Jahreswechsel 2009/10 zu feiern. Im Jahre 2011 war die Band Gastgeber einer New Year's Eve Party, diesmal mit einem Thema Zirkus.
Im Jahre 2008 gab Bellowhead sein zweites Album, Matachin, heraus und gab eine Vorstellung in The Proms, welche live übertragen wurde von BBC Four und BBC Radio 3. Sam Sweeny trat nach dem Ausscheiden von Giles Lewin der Band mit Geige und Dudelsack bei.
Bellowhead erreichte als einzige Band vier Mal die Auszeichnung Best Live Act beim BBC Radio 2 Folk Awards für 2010. In diesem Jahr ersetzte Ed Neuhauser Gideon Juckes am Helion und Sousaphone. Am vierten Oktober des gleichen Jahrs gab Bellowhead sein drittes Album, Hedonism, heraus, welches in den Abbey Road Studios aufgenommen worden war. Es wurde von John Leckie produziert. Aus diesem Anlass entwickelte die Band ein neues Bier (ale), das nach dem Album benannt wurde. Mehrere Bandmitglieder waren am Brauvorgang beteiligt. Man beschloss das Jahr mit einer Vorstellung in Jools Annual Hootenanny und als Gastgeber für ein Ereignis am Southbank Centre, welches Zirkus zum Thema hatte.
In Deutschland ist die Band weniger bekannt. Im Januar 2012 stellte sie 3sat in einer Kultursendung vor.
Bellowhead erklärte auf ihrer Website am 6. März 2015 die Auflösung der Gruppe. Zum Abschluss einer Farewell Tour war für den 1. Mai 2016 das letzte Konzert der Band in der Town Hall von Oxford, dem Veranstaltungsort ihres ersten Auftritts, angekündigt.